# Бьянка Кастафиоре
Бьянка Кастафьоре или Кастафиоре (фр. Bianca Castfiore), прозванная прессой «Миланским соловьём», — вымышленная оперная дива из «Приключений Тинтина» бельгийского карикатуриста Эрже.
По-итальянски её имя означает «белая», а фамилия — «непорочный цвет». Её отличают крайне раскатистый голос и пристрастие к восклицанию «Misericordia!» («Силы небесные!»)

## История персонажа
Впервые появляется мимоходом в «Скипетре Оттокара» (1939). В поздних альбомах (таких, как «Драгоценности Кастафьоре») становится одним из главных действующих лиц. Автор комиксов, Эрже, стремился утихомирить критиков, недовольных отсутствием в его альбомах персонажей женского пола.
Во время гастролей Бьянку сопровождают верная служанка Ирма и аккомпаниатор Игорь Вагнер (в чьём имени соединились Игорь Стравинский и Рихард Вагнер).
Капитан Хэддок с трудом выносит Бьянку. В «Драгоценностях Кастафиоре», когда она начинает громогласно исполнять арию из «Фауста» Гуно, капитан затыкает уши. В то же время Бьянка никак не может запомнить фамилию капитана и каждый раз комично её коверкает, чем ещё больше досаждает капитану.
Тинтиноведы придают большое значение тому обстоятельству, что художник Эрже ненавидел оперу. Тем не менее Бьянка стала одним из самых любимых его созданий.

## Популярность

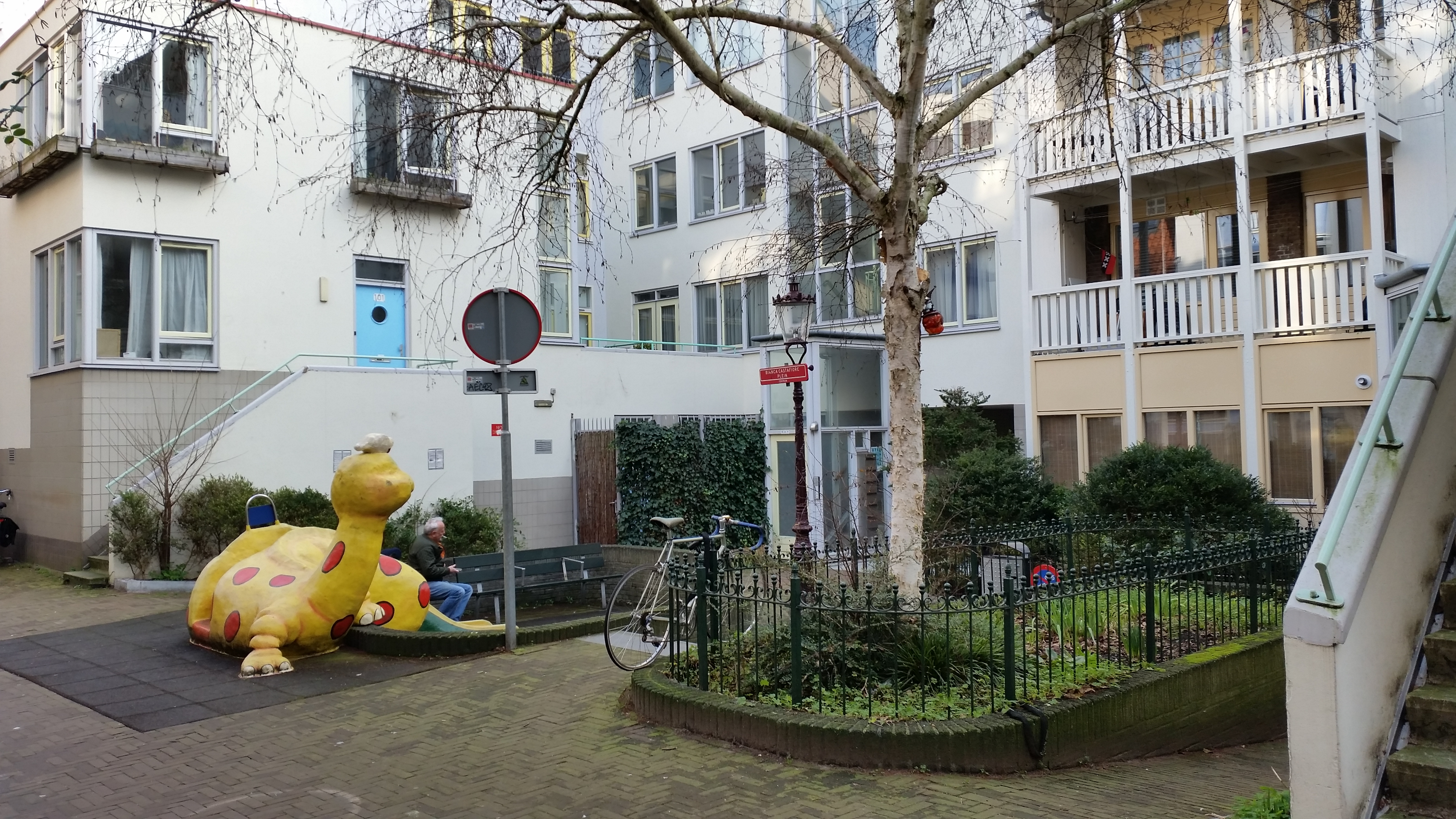
Детская площадка в Амстердаме, названная её именем

- В Амстердаме её имя носит детская площадка.
- Её именем был назван открытый в 1950 г. астероид (1683) Кастафиоре[3][4].
- В фильме 2011 года её озвучивает Ким Штенгель.